# Nampar Gyalwa
Nampar Gyalwa (eind 16e eeuw) was de dertiende vorst uit de Phagmodru-dynastie van 1579 tot ca. 1600, wat de heersende dynastie in Tibet was van 1354 tot 1435, en een zekere politieke status behield tot aan het begin van de 17e eeuw. Hij was de op een na laatste vorst uit de dynastie.
Nampar Gyalwa was de zoon van Ngawang Dragpa Gyaltsen. Hij nam de troon in Nedong van zijn vader over bij diens dood in 1579. Bij zijn aantreden had de dynastie haar macht over Tibet al vrijwel geheel verloren.